# Кем Кларк
Кем Кларк (англ. Cameron Arthur Clarke; 6 листопада 1957) — американський актор озвучування та співак, відомий озвученням багатьох ролей в анімації, відеоіграх і рекламних роликах. Найвідомішими роботами є озвучення голосу Леонардо і Рокстеді в оригінальному анімаційному мультсеріалі «Черепашки-ніндзя» та Шотаро Канеда в англійській озвучці аніме «Акіра». Кларк часто озвучує підлітків та інших молодих персонажів. Одна з його видатних ролей у відеоіграх — голос персонажа Liquid Snake у серії відеоігор «Metal Gear».

## Особисте життя
Кем Кларк народився та виріс у мормонській родині.
Відкритий гей. Кілька десятиліть живе з ВІЛ.